# Wapen van Ommerkanaal

Het waterschapswapen van Ommerkanaal

Het wapen van Ommerkanaal werd op 24 juli 1961 bij Koninklijk besluit aan het Overijsselse waterschap Het Ommerkanaal toegekend. In 1990 ging het waterschap met het andere waterschap De Bovenvecht op in het nieuwe waterschap De Vechtlanden. Hiermee verviel het wapen.
Het wapen is een ontwerp van Gerlof Bontekoe.

## Blazoenering
De blazoenering luidt als volgt:
In zilver een versmalde dwarsbalk van azuur, waaroverheen een klimmende wolf van sabel, getongd van keel, de hals van achter naar voren doorboord door een dwarsbalsgewijs geplaatst van keel en een schildhoofd van hetzelfde, beladen met drie schuinbalken, geruit van zilver en azuur door middel van drie verticale lijnen en een schuinrechtse lijn, evenwijdig aan de zijkanten van de balk. Het schild gedekt door een gouden kroon van drie bladeren en twee paarlen.
De heraldische kleuren zijn azuur (blauw), keel (rood), sabel (zwart) en zilver. Het schild is gedekt met een gravenkroon.

## Symboliek
De wolf met de pijl is een verwijzing naar een volksverhaal uit de veertiende eeuw.
Het schildhoofd is afgeleid van het wapen van de familie Van Dedem, die het Ommerkanaal heeft laten graven en de wijde omgeving daarbij liet ontginnen. De blauwe dwarsbalk symboliseert het Ommerkanaal.

## Verwante en vergelijkbare wapens

Het wapen van de familie Van Dedem
Het wapen van Bezuiden de Vecht
Het wapen van Electra